# 托比亚·博基
托比亚·博基（義大利語：Tobia Bocchi，1997年4月7日—），意大利男子田径运动员，主攻三级跳远。他曾代表意大利参加2023年欧洲运动会田径比赛，获得男子三级跳远金牌。